# Doris Nelson
Jane Doris Nelson, född 15 september 1886 i Sankt Petri församling i Malmö, död 27 augusti 1934 i Johannebergs församling i Göteborg, var en svensk skådespelare.
Nelson var dotter till grosshandlare P. A. Nelson. Hon debuterade 1905 hos Julia Håkansson som Käthie i Gamla Heidelberg. Hennes sista roll var som Lady Britomar i Major Barbara 1934.
Doris Nelson är begravd på S:t Pauli norra kyrkogård i Malmö. Hon var från 1928 till sin död gift med skådespelaren Harry Ahlin (1900–1969).

## Filmografi
Enligt Svensk Filmdatabas:
- 1913 – Den moderna suffragetten
- 1914 – Kärlek starkare än hat eller Skogsdotterns hemlighet
- 1915 – Madame de Thèbes
- 1919 – Sången om den eldröda blomman
- 1930 – Charlotte Löwensköld
- 1931 – Skepp ohoj!
- 1932 – En stulen vals
- 1932 – Kärleksexpressen
- 1932 – Kärlek och kassabrist
- 1932 – Jag gifta mig – aldrig
- 1932 – Två hjärtan och en skuta
- 1933 – Den farliga leken
- 1933 – Kära släkten

## Teater

### Roller (ej komplett)
| År   | Roll                       | Produktion                                                     | Regi                           | Teater                      |
| ---- | -------------------------- | -------------------------------------------------------------- | ------------------------------ | --------------------------- |
| 1910 | Ursula                     | Den objudna gästen Maurice Maeterlinck                         |                                | Intima Teatern              |
| 1911 | Teresina                   | Renässans Holger Drachmann                                     | Knut Michaelson                | Intima teatern              |
| 1911 | Phyllis                    | Phyllis Cecil Hamilton                                         |                                | Intima teatern              |
| 1911 |                            | Bland vassen Gustaf Collijn                                    |                                | Intima teatern              |
| 1911 | Greve Erik                 | Unge greven Knut Michaelson                                    | Knut Michaelson                | Intima teatern              |
| 1911 | Jultomten                  | Jul August Strindberg                                          |                                | Intima teatern              |
| 1912 | Margot Grube               | Skuggan Thore Blanche                                          |                                | Intima teatern              |
| 1912 | Fru Helene Marowa          | Hovsångaren Frank Wedekind                                     |                                | Intima teatern              |
| 1912 | Dora Delaney               | Fannys första stycke George Bernard Shaw                       | Gustaf Collijn                 | Intima teatern              |
| 1912 | Nancy Mogensen             | Ett lyckligt äktenskap Peter Nansen                            |                                | Intima teatern              |
| 1912 | Mary Murray                | Drönaren Rutherford Mayne                                      | Emil Grandinson                | Intima teatern              |
| 1912 |                            | En kvinna utan betydelse Oscar Wilde                           | Knut Michaelson Gustaf Collijn | Intima teatern              |
| 1912 |                            | Moppy och Poppy Olaf Hansson                                   | Emil Grandinson                | Intima teatern              |
| 1913 | Martha Hadden              | Eldskärmen Alfred Sutro                                        | Knut Michaelson                | Intima teatern              |
| 1913 | Lulu                       | Fästningen faller Sacha Guitry                                 | Knut Michaelson                | Intima teatern              |
| 1913 | Dagmar Krumbak             | Simpson och Delila Sven Lange                                  | Emil Grandinson                | Intima teatern              |
| 1914 | Grefvinnan Frédérique Mos  | Intermezzo Arthur Schnitzler                                   | Emil Grandinson                | Intima teatern              |
| 1914 | Eva                        | Lilla Eva Olga Ott                                             | Einar Fröberg                  | Intima teatern              |
| 1914 | Sonhustrun                 | Leka med elden August Strindberg                               | Emil Grandinson                | Intima teatern              |
| 1914 | Adele                      | Boubouroche Georges Courteline                                 | Einar Fröberg                  | Intima teatern              |
| 1915 | Gerda                      | Oväder August Strindberg                                       | Mauritz Stiller                | Intima teatern              |
| 1915 | Madame Abrahamsens         | Den politiske kannstöparen Ludvig Holberg                      | Einar Fröberg                  | Intima teatern              |
| 1915 | Lieschen                   | Spader knekt Hans Overweg                                      | Einar Fröberg                  | Intima teatern              |
| 1915 | Suse                       | Äktenskapets förskola Otto Erich Hartleben                     | Einar Fröberg                  | Intima teatern              |
| 1915 | Pernilla                   | Julstugan Ludvig Holberg                                       | Einar Fröberg                  | Intima teatern              |
| 1916 | Fru Schröderheim           | Gustaf III August Strindberg                                   | Einar Fröberg                  | Intima teatern              |
| 1916 | Wilna Hansen               | Prinsessan och hela världen Edgard Høyer                       | Einar Fröberg                  | Intima teatern              |
| 1916 | Serena Rosenquist          | Takrännan Gustaf Collijn                                       | Gustaf Collijn                 | Intima teatern              |
| 1916 | Hannele                    | Hannele Gerhart Hauptmann                                      | Einar Fröberg                  | Intima teatern              |
| 1917 | Mrs Jervoise               | Jeffrey Pantons historia Alfred Sutro                          | Einar Fröberg                  | Intima teatern              |
| 1917 | Olga Michailowna Sorina    | Sorina Georg Kaiser                                            | Einar Fröberg                  | Intima teatern              |
| 1917 | Lisbeth Gerlach            | Ungdomsvänner Ludwig Fulda                                     | Einar Fröberg                  | Intima teatern              |
| 1917 | Louise                     | Adlig ungdom Algot Ruhe                                        | Rune Carlsten                  | Intima teatern              |
| 1918 | Baronessan von Hohen-Leist | Den röde André Mikael Lybeck                                   | Rune Carlsten                  | Intima teatern              |
| 1918 | Lady Sneerwell             | Skandalskolan Richard Brinsley Sheridan                        | Einar Fröberg                  | Intima teatern              |
| 1919 | Sonja                      | Ett experiment Hjalmar Bergman                                 | Einar Fröberg                  | Intima teatern              |
| 1919 | Grevinnan Charlotte        | Furstens återkomst August Brunius                              | Einar Fröberg                  | Intima teatern              |
| 1919 | Judith Mainwaring          | En gammal ungkarls moral William J. Locke                      | Albert Ståhl                   | Intima teatern              |
| 1919 | Jane                       | Titeln Arnold Bennett                                          | Einar Fröberg                  | Intima teatern              |
| 1920 | En förnäm fru              | Barnsölet Ludvig Holberg                                       | Rune Carlsten                  | Intima teatern              |
| 1920 | Miss Dennis                | Änkleken W. Somerset Maugham                                   | Rune Carlsten                  | Intima teatern              |
| 1920 | Catherine Villiers         | För mycket kärlek Georges de Porto-Riche                       | Emil Grandinson                | Intima teatern              |
| 1922 | Gudmor                     | Bröllopsdagar Paul Géraldy                                     | Per Lindberg                   | Lorensbergsteatern          |
| 1922 | Margaret Orme              | Vi och de våra John Galsworthy                                 | Per Lindberg                   | Lorensbergsteatern          |
| 1924 | Jeanne Chaumont            | Främlingen Paul Armont och Louis Verneuil                      | Hjalmar Peters                 | Helsingborgs stadsteater    |
| 1924 | Salome                     | Salome Oscar Wilde                                             | Torsten Hammarén               | Helsingborgs stadsteater    |
| 1924 | Mrs Cliveden-Banks         | Till främmande hamn Sutton Vane                                | Torsten Hammarén               | Helsingborgs stadsteater    |
| 1924 |                            | Jag har en idé (Tons Of Money) Will Evans och Arthur Valentine | Rune Carlsten                  | Djurgårdsteatern            |
| 1925 | Murre Wall                 | Dagens hjälte Carlo Keil-Möller                                | Torsten Hammarén               | Helsingborgs stadsteater    |
| 1925 | Ismene                     | Antigone Sofokles                                              | Gerda Lundequist-Dalström      | Helsingborgs stadsteater    |
| 1925 | Dodo                       | Vår lilla fru Avery Hopwood                                    | Torsten Hammarén               | Helsingborgs stadsteater    |
| 1925 | Elise                      | Kära släkten Gustav Esmann                                     | Gerda Lundequist-Dalström      | Helsingborgs stadsteater    |
| 1925 | Diana Ridgwell             | Maskopi J. E. Harold Terry                                     | Rune Carlsten                  | Djurgårdsteatern            |
| 1926 | Dagmar                     | Den däringa Dagmar Ove Ansteinsson                             |                                | Tantolundens friluftsteater |
| 1927 | Grevinnan                  | Det farliga året Rudolf Lothar och Hans Bachwitz               | Harry Roeck-Hansen             | Blancheteatern              |
| 1928 | Proserpine Garnett         | Candida George Bernard Shaw                                    | Gösta Ekman                    | Oscarsteatern               |
| 1929 | Kitty Cavendish            | Den kungliga familjen George S. Kaufman och Edna Ferber        | Rune Carlsten                  | Oscarsteatern               |
| 1929 | Mrs Forbes                 | Dulcie George S. Kaufman och Marc Connelly                     | Tollie Zellman                 | Oscarsteatern               |
| 1929 | Greta Fiorentino           | Vid 37de gatan Elmer Rice                                      | Svend Gade                     | Oscarsteatern               |
| 1930 | Gladys Overbeck            | En liten olycka Floyd Dell och Thomas Mitchell                 | Gösta Ekman                    | Oscarsteatern               |
| 1930 | Zuleika                    | Krasch Erik Lindorm                                            | Sigurd Wallén                  | Folkteatern                 |
| 1931 | Miss Roberts               | 9 till 6 Aimée Stuart och Philip Stuart                        | Pauline Brunius                | Oscarsteatern               |
| 1932 | Claudine                   | Fanny Marcel Pagnol                                            | Pauline Brunius                | Oscarsteatern               |
| 1932 | Katarina                   | Hjältar George Bernard Shaw                                    | John W. Brunius                | Oscarsteatern               |
| 1933 | Filmdivan                  | Luftexpressen Alexander Lestyan och János Vaszary              |                                | Folkan                      |
| 1934 |                            | Sångare Rudolf Värnlund                                        | Knut Ström                     | Lorensbergsteatern          |
| 1934 |                            | Vi Hallams Rose Franken                                        | Torsten Hammarén               | Lorensbergsteatern          |
| 1934 | Lady Britomar              | Major Barbara Bernhard Shaw                                    | Torsten Hammarén               | Lorensbergsteatern          |